# Ala Nemerencoová
Ala Nemerencoová (* 21. srpna 1959) je moldavská lékařka a politička. Od roku 2021 je ministryní zdravotnictví Moldavské republiky, prvně ve vládě Natalie Gavrilitsaové a později ve vládě Dorina Receana.
Předtím v roce 2019 sloužila jako ministryně zdravotnictví, práce a sociální ochrany ve vládě Maii Sanduové. Nahradila ji Viorica Dumbrăveanuová.
Kromě mateřské rumunštiny umí plynule rusky a anglicky a středně francouzsky.